# Fort George (George Town)
Pour les articles homonymes, voir Fort George.
Le fort George est un fort de l'époque coloniale situé à George Town, sur les Îles Caïmans. Bien qu'il ne reste que très peu de la structure originale, les vestiges ont été confiées au National Trust for the Cayman Islands. C'est l'une des premières fortifications construites sur les Îles Caïmans au début de la période coloniale.

## Historique

### Construction et dimension
En 1662, Lord Windsor, gouverneur de la Jamaïque, reçut l'ordre royal de protéger les « Îles Caïmans ... en y installant des fortifications » ; il n'a cependant été construit qu'en 1790. Le fort George a été construit à partir de coraux et de roches coralliennes locales. Sa conception est largement inspirée des fortifications anglaises de l'époque. La base ovale du fort mesurait environ 57 pieds sur 38 pieds et il y avait huit embrasures pour les canons sur les côtés et une porte en acajou du côté terre. L'épaisseur des murs variait de deux pieds côté terre à cinq pieds côté mer, les murs faisant environ cinq pieds de hauteur.
En 1802, quand Edward Corbet vint à Grand Cayman pour rédiger un rapport à l’intention du gouverneur de la Jamaïque, il le trouva « fort mal équipé » avec seulement « trois canons, quatre à six livres », au lieu des huit requis par le schéma d'origine.

### XXesiècle
Au début du XXe siècle, le fort n'était plus utilisé. Pendant la Seconde Guerre mondiale, les arbres ayant poussé dans le fort servaient de poste de guet. Des membres de la Home Guard, dont les casernes étaient situées à côté du fort à Dobson Hall, grimpaient dans les branches de l'arbre pour surveiller les sous-marins allemands, dont beaucoup patrouillaient dans les eaux des Caraïbes à la recherche de navires de commerce partant traverser l'Atlantique avec des provisions à destinations des ports anglais.
En 1972, la Cayman Islands Planning Authority et un promoteur local ont été mêlés à un désaccord sur l’avenir du fort. Le promoteur a commencé la démolition de la structure. Toutefois, en raison des objections soulevées par le public, la destruction du site a été arrêtée. Ce qui reste de la structure a alors été confié au National Trust for the Cayman Islands en 1987.